# Frances Saunders
Dame Frances Carolyn Saunders, DBE CB (* 28. Juni 1954) ist eine britische Physikerin.
Nach Besuch der Mädchenschule Portsmouth High School in Southsea studierte Saunders Physik an der Nottingham University (BSc 1975) und wurde 1984 mit einer Arbeit über Flüssigkristalle zur PhD promoviert.
Sie forschte am Royal Signals and Radar Establishment (später Teil der Defence Research Agency) und war Beamtin im britischen Office of Science and Technology, heute Teil des Department for Business, Innovation and Skills. Von 2007 bis 2012 leitete Saunders das Defence Science and Technology Laboratory (dstl). Von 2013 bis 2015 war sie Präsidentin des Institute of Physics.
2018 wurde sie als Dame Commander des Order of the British Empire geadelt.